# WTA-toernooi van Miami
Het WTA-toernooi van Miami is een jaarlijks terugkerend tennistoernooi voor vrouwen dat onderdeel is van het tennistoernooi van Miami en wordt georganiseerd in de Amerikaanse plaats Miami Gardens, 27 km benoorden de Amerikaanse stad Miami. De officiële naam van het toernooi is Miami Open.
Tegelijkertijd met dit toernooi wordt op dezelfde locatie het ATP-toernooi van Miami voor de mannen gehouden.
Het toernooi heeft in het professionele vrouwentennis de hoogste status ("Premier Mandatory" / "WTA 1000") na de grandslamtoernooien. Het is een van de vier WTA-toernooien per jaar waaraan speelsters verplicht deelnemen. Het toernooi duurt sinds 2010 dertien dagen en kent een uitgebreider deelnemersveld dan de andere WTA-toernooien. 96 speelsters doen mee aan het enkelspeltoernooi – de 32 geplaatste speelsters krijgen een vrijstelling voor de eerste ronde, zodat ze meteen doorstromen naar de tweede ronde. 32 koppels strijden om de dubbelspeltitel.
Het toernooi vond voor het eerst plaats in 1984 – in Miami werd toen op gravel gespeeld. In 1985 werd de ondergrond hardcourt – deze editie had plaats in Delray Beach en het jaar daarop was Boca Raton de plaats van handeling. Van 1987 tot en met 2018 werd gespeeld op de accommodatie van het Crandon Park in Key Biscayne, 12 km van Miami. In 2019 werd het toernooi verplaatst naar Miami Gardens – sindsdien ontrolt het zich op het Hard Rock Stadium.
Tot en met 1989 duurde het toernooi twee weken. In 1990 werd dit teruggebracht tot tien dagen, beginnend op vrijdag. De begindag kroop geleidelijk achteruit in de week: donderdag (vanaf 1996), woensdag (vanaf 2001) tot dinsdag (sinds 2010), waarbij de duur van het toernooi weer opliep via elf en twaalf dagen naar dertien dagen sinds 2010.

## Officiële namen
- 1984: USTA of Miami
- 1985–1999: Lipton International Championships
- 2000–2001: Ericsson Open
- 2002–2006: NASDAQ-100 Open
- 2007–2012: Sony Ericsson Open
- 2013–2014: Sony Open Tennis
- 2015–heden: Miami Open

## Meervoudig winnaressen enkelspel
| speelster               | aantal titels | in de jaren                      |
| ----------------------- | ------------- | -------------------------------- |
| Serena Williams         | 8             | 2002–2004, 2007, 2008, 2013–2015 |
| Steffi Graf             | 5             | 1987, 1988, 1994, 1995, 1996     |
| Venus Williams          | 3             | 1998, 1999, 2001                 |
| Viktoryja Azarenka      | 3             | 2009, 2011, 2016                 |
| Monica Seles            | 2             | 1990, 1991                       |
| Arantxa Sánchez Vicario | 2             | 1992, 1993                       |
| Martina Hingis          | 2             | 1997, 2000                       |
| Kim Clijsters           | 2             | 2005, 2010                       |
| Ashleigh Barty          | 2             | 2019, 2021                       |

## Enkel- en dubbelspeltitel in één jaar
| speelster               | in het jaar |
| ----------------------- | ----------- |
| Martina Navrátilová     | 1985        |
| Steffi Graf             | 1987        |
| Arantxa Sánchez Vicario | 1992        |

## Finales

### Enkelspel
| Datum      | Naam                                       | Cat.                                       | ($)                                        | Ondergrond                                 | Winnares                                   | Verliezend finaliste                       | Uitslag                                    |                                            |
| ---------- | ------------------------------------------ | ------------------------------------------ | ------------------------------------------ | ------------------------------------------ | ------------------------------------------ | ------------------------------------------ | ------------------------------------------ | ------------------------------------------ |
| 1984-04-02 | USTA of Miami                              |                                            | 50.000                                     | gravel, buiten                             | Laura Arraya                               | Petra Huber                                | 6-3, 6-2                                   | details                                    |
| 1985-02-05 | Lipton Int'l Champ's                       |                                            | 750.000                                    | hardcourt, buiten                          | M Navrátilová                              | Chris Evert                                | 6-2, 6-4                                   | details                                    |
| 1986-02-10 | Lipton Int'l Champ's                       |                                            | 750.000                                    | hardcourt, buiten                          | Chris Evert                                | Steffi Graf                                | 6-4, 6-2                                   | details                                    |
| 1987-02-23 | Lipton Int'l Champ's                       |                                            | 750.000                                    | hardcourt, buiten                          | Steffi Graf                                | Chris Evert                                | 6-1, 6-2                                   | details                                    |
| 1988-03-14 | Lipton Int'l Champ's                       | Tier I                                     | 750.000                                    | hardcourt, buiten                          | Steffi Graf                                | Chris Evert                                | 6-4, 6-4                                   | details                                    |
| 1989-03-20 | Lipton Int'l Champ's                       | Tier I                                     | 750.000                                    | hardcourt, buiten                          | Gabriela Sabatini                          | Chris Evert                                | 6-1, 4-6, 6-2                              | details                                    |
| 1990-03-16 | Lipton Int'l Champ's                       | Tier I                                     | 750.000                                    | hardcourt, buiten                          | Monica Seles                               | Judith Wiesner                             | 6-1, 6-2                                   | details                                    |
| 1991-03-15 | Lipton Int'l Champ's                       | Tier I                                     | 750.000                                    | hardcourt, buiten                          | Monica Seles                               | Gabriela Sabatini                          | 6-3, 7-5                                   | details                                    |
| 1992-03-13 | Lipton Int'l Champ's                       | Tier I                                     | 800.000                                    | hardcourt, buiten                          | Arantxa Sánchez                            | Gabriela Sabatini                          | 6-1, 6-4                                   | details                                    |
| 1993-03-12 | The Lipton Champ's                         | Tier I                                     | 900.000                                    | hardcourt, buiten                          | Arantxa Sánchez                            | Steffi Graf                                | 6-4, 3-6, 6-3                              | details                                    |
| 1994-03-11 | The Lipton Champ's                         | Tier I                                     | 1.000.000                                  | hardcourt, buiten                          | Steffi Graf                                | Natallja Zverava                           | 4-6, 6-1, 6-2                              | details                                    |
| 1995-03-17 | The Lipton Champ's                         | Tier I                                     | 1.550.000                                  | hardcourt, buiten                          | Steffi Graf                                | Kimiko Date                                | 6-1, 6-4                                   | details                                    |
| 1996-03-21 | The Lipton Champ's                         | Tier I                                     | 1.550.000                                  | hardcourt, buiten                          | Steffi Graf                                | Chanda Rubin                               | 6-1, 6-3                                   | details                                    |
| 1997-03-20 | The Lipton Champ's                         | Tier I                                     | 1.750.000                                  | hardcourt, buiten                          | Martina Hingis                             | Monica Seles                               | 6-2, 6-1                                   | details                                    |
| 1998-03-19 | The Lipton Champ's                         | Tier I                                     | 1.900.000                                  | hardcourt, buiten                          | Venus Williams                             | Anna Koernikova                            | 2-6, 6-4, 6-1                              | details                                    |
| 1999-03-18 | The Lipton Champ's                         | Tier I                                     | 1.950.000                                  | hardcourt, buiten                          | Venus Williams                             | Serena Williams                            | 6-1, 4-6, 6-4                              | details                                    |
| 2000-03-23 | Ericsson Open                              | Tier I                                     | 2.525.000                                  | hardcourt, buiten                          | Martina Hingis                             | Lindsay Davenport                          | 6-3, 6-2                                   | details                                    |
| 2001-03-21 | Ericsson Open                              | Tier I                                     | 2.720.000                                  | hardcourt, buiten                          | Venus Williams                             | Jennifer Capriati                          | 4-6, 6-1, 7-6                              | details                                    |
| 2002-03-20 | NASDAQ-100 Open                            | Tier I                                     | 2.860.000                                  | hardcourt, buiten                          | Serena Williams                            | Jennifer Capriati                          | 7-5, 7-6                                   | details                                    |
| 2003-03-19 | NASDAQ-100 Open                            | Tier I                                     | 2.960.000                                  | hardcourt, buiten                          | Serena Williams                            | Jennifer Capriati                          | 4-6, 6-4, 6-1                              | details                                    |
| 2004-03-24 | NASDAQ-100 Open                            | Tier I                                     | 3.060.000                                  | hardcourt, buiten                          | Serena Williams                            | Jelena Dementjeva                          | 6-1, 6-1                                   | details                                    |
| 2005-03-23 | NASDAQ-100 Open                            | Tier I                                     | 3.115.000                                  | hardcourt, buiten                          | Kim Clijsters                              | Maria Sjarapova                            | 6-3, 7-5                                   | details                                    |
| 2006-03-22 | NASDAQ-100 Open                            | Tier I                                     | 3.450.000                                  | hardcourt, buiten                          | Svetlana Koeznetsova                       | Maria Sjarapova                            | 6-4, 6-3                                   | details                                    |
| 2007-03-21 | Sony Ericsson Open                         | Tier I                                     | 3.450.000                                  | hardcourt, buiten                          | Serena Williams                            | Justine Henin                              | 0-6, 7-5, 6-3                              | details                                    |
| 2008-03-26 | Sony Ericsson Open                         | Tier I                                     | 3.770.000                                  | hardcourt, buiten                          | Serena Williams                            | Jelena Janković                            | 6-1, 5-7, 6-3                              | details                                    |
| 2009-03-25 | Sony Ericsson Open                         | Premier Mandatory                          | 4.500.000                                  | hardcourt, buiten                          | Viktoryja Azarenka                         | Serena Williams                            | 6-3, 6-1                                   | details                                    |
| 2010-03-23 | Sony Ericsson Open                         | Premier Mandatory                          | 4.500.000                                  | hardcourt, buiten                          | Kim Clijsters                              | Venus Williams                             | 6-2, 6-1                                   | details                                    |
| 2011-03-22 | Sony Ericsson Open                         | Premier Mandatory                          | 4.500.000                                  | hardcourt, buiten                          | Viktoryja Azarenka                         | Maria Sjarapova                            | 6-1, 6-4                                   | details                                    |
| 2012-03-20 | Sony Ericsson Open                         | Premier Mandatory                          | 4.800.000                                  | hardcourt, buiten                          | Agnieszka Radwańska                        | Maria Sjarapova                            | 7-5, 6-4                                   | details                                    |
| 2013-03-19 | Sony Open Tennis                           | Premier Mandatory                          | 5.185.625                                  | hardcourt, buiten                          | Serena Williams                            | Maria Sjarapova                            | 4-6, 6-3, 6-0                              | details                                    |
| 2014-03-18 | Sony Open Tennis                           | Premier Mandatory                          | 5.427.105                                  | hardcourt, buiten                          | Serena Williams                            | Li Na                                      | 7-5, 6-1                                   | details                                    |
| 2015-03-24 | Miami Open                                 | Premier Mandatory                          | 5.381.235                                  | hardcourt, buiten                          | Serena Williams                            | Carla Suárez Navarro                       | 6-2, 6-0                                   | details                                    |
| 2016-03-22 | Miami Open                                 | Premier Mandatory                          | 6.844.139                                  | hardcourt, buiten                          | Viktoryja Azarenka                         | Svetlana Koeznetsova                       | 6-3, 6-2                                   | details                                    |
| 2017-03-21 | Miami Open                                 | Premier Mandatory                          | 6.993.450                                  | hardcourt, buiten                          | Johanna Konta                              | Caroline Wozniacki                         | 6-4, 6-3                                   | details                                    |
| 2018-03-20 | Miami Open                                 | Premier Mandatory                          | 7.972.535                                  | hardcourt, buiten                          | Sloane Stephens                            | Jeļena Ostapenko                           | 7-6, 6-1                                   | details                                    |
| 2019-03-19 | Miami Open                                 | Premier Mandatory                          | 9.035.428                                  | hardcourt, buiten                          | Ashleigh Barty                             | Karolína Plíšková                          | 7-6, 6-3                                   | details                                    |
| 2020       | toernooi geannuleerd wegens coronapandemie | toernooi geannuleerd wegens coronapandemie | toernooi geannuleerd wegens coronapandemie | toernooi geannuleerd wegens coronapandemie | toernooi geannuleerd wegens coronapandemie | toernooi geannuleerd wegens coronapandemie | toernooi geannuleerd wegens coronapandemie | toernooi geannuleerd wegens coronapandemie |
| 2021-03-23 | Miami Open                                 | WTA 1000                                   | 3.260.190                                  | hardcourt, buiten                          | Ashleigh Barty                             | Bianca Andreescu                           | 6-3, 4-0, opg.                             | details                                    |
| 2022-03-22 | Miami Open                                 | WTA 1000                                   | 8.369.455                                  | hardcourt, buiten                          | Iga Świątek                                | Naomi Osaka                                | 6-4, 6-0                                   | details                                    |
| 2023-03-21 | Miami Open                                 | WTA 1000                                   | 8.800.000                                  | hardcourt, buiten                          | Petra Kvitová                              | Jelena Rybakina                            | 7-6, 6-2                                   | details                                    |
| 2024-03-19 | Miami Open                                 | WTA 1000                                   | 8.770.480                                  | hardcourt, buiten                          | Danielle Collins                           | Jelena Rybakina                            | 7-5, 6-3                                   | details                                    |
| 2025-03-18 | Miami Open                                 | WTA 1000                                   | 8.963.700                                  | hardcourt, buiten                          | Aryna Sabalenka                            | Jessica Pegula                             | 7-5, 6-2                                   | details                                    |

### Dubbelspel
De Tsjechische Jana Novotná won het dubbelspel zeven keer: twee keer met de Zwitserse Martina Hingis, twee keer met landgenote Helena Suková, één keer met de Letse Larisa Neiland en twee keer met de Spaanse Arantxa Sánchez Vicario. Deze laatste staat tweede op de recordlijst, met vijf titels in totaal.
In 2000 bereikte de Nederlandse Manon Bollegraf samen met haar Amerikaanse partner Nicole Arendt de finale. Drie jaar eerder werd de finale gehaald door het Belgisch/Nederlands duo Sabine Appelmans en Miriam Oremans. Elise Mertens won het toernooi in 2019, geflankeerd door Wit-Russin Aryna Sabalenka – in 2022 bereikte zij de finale nogmaals, nu aan de zijde van Veronika Koedermetova.
| Datum      | Naam                                       | Cat.                                       | ($)                                        | Ondergrond                                 | Winnaressen                                | Verliezend finalistes                      | Uitslag                                    |                                            |
| ---------- | ------------------------------------------ | ------------------------------------------ | ------------------------------------------ | ------------------------------------------ | ------------------------------------------ | ------------------------------------------ | ------------------------------------------ | ------------------------------------------ |
| 1984-04-02 | USTA of Miami                              |                                            | 50.000                                     | gravel, buiten                             | Patricia Medrado Yvonne Vermaak            | Betsy Nagelsen Janet Wright                | 6-3, 6-3                                   | details                                    |
| 1985-02-05 | Lipton Int'l Champ's                       |                                            | 750.000                                    | hardcourt, buiten                          | Gigi Fernández M Navrátilová               | Kathy Jordan Hana Mandlíková               | 7-6, 6-2                                   | details                                    |
| 1986-02-10 | Lipton Int'l Champ's                       |                                            | 750.000                                    | hardcourt, buiten                          | Pam Shriver Helena Suková                  | Chris Evert Wendy Turnbull                 | 6-2, 6-3                                   | details                                    |
| 1987-02-23 | Lipton Int'l Champ's                       |                                            | 750.000                                    | hardcourt, buiten                          | M Navrátilová Pam Shriver                  | C Kohde-Kilsch Helena Suková               | 6-3, 7-6                                   | details                                    |
| 1988-03-14 | Lipton Int'l Champ's                       | Tier I                                     | 750.000                                    | hardcourt, buiten                          | Steffi Graf Gabriela Sabatini              | Gigi Fernández Zina Garrison               | 7-6, 6-3                                   | details                                    |
| 1989-03-20 | Lipton Int'l Champ's                       | Tier I                                     | 750.000                                    | hardcourt, buiten                          | Jana Novotná Helena Suková                 | Gigi Fernández Lori McNeil                 | 7-6, 6-4                                   | details                                    |
| 1990-03-16 | Lipton Int'l Champ's                       | Tier I                                     | 750.000                                    | hardcourt, buiten                          | Jana Novotná Helena Suková                 | Betsy Nagelsen Robin White                 | 6-4, 6-3                                   | details                                    |
| 1991-03-15 | Lipton Int'l Champ's                       | Tier I                                     | 750.000                                    | hardcourt, buiten                          | Gigi Fernández Jana Novotná                | MJ Fernandez Zina Garrison                 | 7-5, 6-2                                   | details                                    |
| 1992-03-13 | Lipton Int'l Champ's                       | Tier I                                     | 800.000                                    | hardcourt, buiten                          | Arantxa Sánchez Larisa Neiland             | Jill Hetherington K Rinaldi-Stunkel        | 7-5, 5-7, 6-3                              | details                                    |
| 1993-03-12 | The Lipton Champ's                         | Tier I                                     | 900.000                                    | hardcourt, buiten                          | Larisa Neiland Jana Novotná                | Jill Hetherington K Rinaldi-Stunkel        | 6-2, 7-5                                   | details                                    |
| 1994-03-11 | The Lipton Champ's                         | Tier I                                     | 1.000.000                                  | hardcourt, buiten                          | Gigi Fernández Natallja Zverava            | Patty Fendick Meredith McGrath             | 6-3, 6-1                                   | details                                    |
| 1995-03-17 | The Lipton Champ's                         | Tier I                                     | 1.550.000                                  | hardcourt, buiten                          | Jana Novotná Arantxa Sánchez               | Gigi Fernández Natallja Zverava            | 7-5, 2-6, 6-3                              | details                                    |
| 1996-03-21 | The Lipton Champ's                         | Tier I                                     | 1.550.000                                  | hardcourt, buiten                          | Jana Novotná Arantxa Sánchez               | Meredith McGrath Larisa Neiland            | 6-4, 6-4                                   | details                                    |
| 1997-03-20 | The Lipton Champ's                         | Tier I                                     | 1.750.000                                  | hardcourt, buiten                          | Arantxa Sánchez Natallja Zverava           | Sabine Appelmans Miriam Oremans            | 6-2, 6-3                                   | details                                    |
| 1998-03-19 | The Lipton Champ's                         | Tier I                                     | 1.900.000                                  | hardcourt, buiten                          | Martina Hingis Jana Novotná                | Arantxa Sánchez Natallja Zverava           | 6-2, 3-6, 6-3                              | details                                    |
| 1999-03-18 | The Lipton Champ's                         | Tier I                                     | 1.950.000                                  | hardcourt, buiten                          | Martina Hingis Jana Novotná                | MJ Fernandez Monica Seles                  | 0-6, 6-4, 7-6                              | details                                    |
| 2000-03-23 | Ericsson Open                              | Tier I                                     | 2.525.000                                  | hardcourt, buiten                          | Julie Halard-Decugis Ai Sugiyama           | Nicole Arendt Manon Bollegraf              | 4-6, 7-5, 6-4                              | details                                    |
| 2001-03-21 | Ericsson Open                              | Tier I                                     | 2.720.000                                  | hardcourt, buiten                          | Arantxa Sánchez Nathalie Tauziat           | Lisa Raymond Rennae Stubbs                 | 6-0, 6-4                                   | details                                    |
| 2002-03-20 | NASDAQ-100 Open                            | Tier I                                     | 2.860.000                                  | hardcourt, buiten                          | Lisa Raymond Rennae Stubbs                 | V Ruano Pascual Paola Suárez               | 7-6, 6-7, 6-3                              | details                                    |
| 2003-03-19 | NASDAQ-100 Open                            | Tier I                                     | 2.960.000                                  | hardcourt, buiten                          | Liezel Huber Magda Maleeva                 | Shinobu Asagoe Nana Miyagi                 | 6-4, 3-6, 7-5                              | details                                    |
| 2004-03-24 | NASDAQ-100 Open                            | Tier I                                     | 3.060.000                                  | hardcourt, buiten                          | Nadja Petrova Meg Shaughnessy              | S Koeznetsova J Lichovtseva                | 6-2, 6-3                                   | details                                    |
| 2005-03-23 | NASDAQ-100 Open                            | Tier I                                     | 3.115.000                                  | hardcourt, buiten                          | Svetlana Koeznetsova Alicia Molik          | Lisa Raymond Rennae Stubbs                 | 7-5, 6-7, 6-2                              | details                                    |
| 2006-03-22 | NASDAQ-100 Open                            | Tier I                                     | 3.450.000                                  | hardcourt, buiten                          | Lisa Raymond Samantha Stosur               | Liezel Huber M Navrátilová                 | 6-4, 7-5                                   | details                                    |
| 2007-03-21 | Sony Ericsson Open                         | Tier I                                     | 3.450.000                                  | hardcourt, buiten                          | Lisa Raymond Samantha Stosur               | Cara Black Liezel Huber                    | 6-4, 3-6, [10-2]                           | details                                    |
| 2008-03-26 | Sony Ericsson Open                         | Tier I                                     | 3.770.000                                  | hardcourt, buiten                          | Katarina Srebotnik Ai Sugiyama             | Cara Black Liezel Huber                    | 7-5, 4-6, [10-3]                           | details                                    |
| 2009-03-25 | Sony Ericsson Open                         | Premier Mandatory                          | 4.500.000                                  | hardcourt, buiten                          | Svetlana Koeznetsova Amélie Mauresmo       | Květa Peschke Lisa Raymond                 | 4-6, 6-3, [10-3]                           | details                                    |
| 2010-03-23 | Sony Ericsson Open                         | Premier Mandatory                          | 4.500.000                                  | hardcourt, buiten                          | Gisela Dulko Flavia Pennetta               | Nadja Petrova Samantha Stosur              | 6-3, 4-6, [10-7]                           | details                                    |
| 2011-03-22 | Sony Ericsson Open                         | Premier Mandatory                          | 4.500.000                                  | hardcourt, buiten                          | Daniela Hantuchová A Radwańska             | Liezel Huber Nadja Petrova                 | 7-6, 2-6, [10-8]                           | details                                    |
| 2012-03-20 | Sony Ericsson Open                         | Premier Mandatory                          | 4.800.000                                  | hardcourt, buiten                          | Maria Kirilenko Nadja Petrova              | Sara Errani Roberta Vinci                  | 7-6, 4-6, [10-4]                           | details                                    |
| 2013-03-19 | Sony Open Tennis                           | Premier Mandatory                          | 5.185.625                                  | hardcourt, buiten                          | Nadja Petrova Katarina Srebotnik           | Lisa Raymond Laura Robson                  | 6-1, 7-6                                   | details                                    |
| 2014-03-18 | Sony Open Tennis                           | Premier Mandatory                          | 5.427.105                                  | hardcourt, buiten                          | Martina Hingis Sabine Lisicki              | Jekaterina Makarova Jelena Vesnina         | 4-6, 6-4, [10-5]                           | details                                    |
| 2015-03-24 | Miami Open                                 | Premier Mandatory                          | 5.381.235                                  | hardcourt, buiten                          | Martina Hingis Sania Mirza                 | Jekaterina Makarova Jelena Vesnina         | 7-5, 6-1                                   | details                                    |
| 2016-03-22 | Miami Open                                 | Premier Mandatory                          | 6.844.139                                  | hardcourt, buiten                          | Bethanie Mattek-Sands Lucie Šafářová       | Tímea Babos Jaroslava Sjvedova             | 6-3, 6-4                                   | details                                    |
| 2017-03-21 | Miami Open                                 | Premier Mandatory                          | 6.993.450                                  | hardcourt, buiten                          | Gabriela Dabrowski Xu Yifan                | Sania Mirza Barbora Strýcová               | 6-4, 6-3                                   | details                                    |
| 2018-03-20 | Miami Open                                 | Premier Mandatory                          | 7.972.535                                  | hardcourt, buiten                          | Ashleigh Barty Coco Vandeweghe             | Barbora Krejčíková Kateřina Siniaková      | 6-2, 6-1                                   | details                                    |
| 2019-03-19 | Miami Open                                 | Premier Mandatory                          | 9.035.428                                  | hardcourt, buiten                          | Elise Mertens Aryna Sabalenka              | Samantha Stosur Zhang Shuai                | 7-6, 6-2                                   | details                                    |
| 2020       | toernooi geannuleerd wegens coronapandemie | toernooi geannuleerd wegens coronapandemie | toernooi geannuleerd wegens coronapandemie | toernooi geannuleerd wegens coronapandemie | toernooi geannuleerd wegens coronapandemie | toernooi geannuleerd wegens coronapandemie | toernooi geannuleerd wegens coronapandemie | toernooi geannuleerd wegens coronapandemie |
| 2021-03-23 | Miami Open                                 | WTA 1000                                   | 3.260.190                                  | hardcourt, buiten                          | Shuko Aoyama Ena Shibahara                 | Hayley Carter Luisa Stefani                | 6-2, 7-5                                   | details                                    |
| 2022-03-22 | Miami Open                                 | WTA 1000                                   | 8.369.455                                  | hardcourt, buiten                          | Laura Siegemund Vera Zvonarjova            | Veronika Koedermetova Elise Mertens        | 7-6, 7-5                                   | details                                    |
| 2023-03-21 | Miami Open                                 | WTA 1000                                   | 8.800.000                                  | hardcourt, buiten                          | Cori Gauff Jessica Pegula                  | Leylah Fernandez Taylor Townsend           | 7-6, 6-2                                   | details                                    |
| 2024-03-19 | Miami Open                                 | WTA 1000                                   | 8.770.480                                  | hardcourt, buiten                          | Sofia Kenin Bethanie Mattek-Sands          | Gabriela Dabrowski Erin Routliffe          | 4-6, 7-6, [11-9]                           | details                                    |
| 2025-03-18 | Miami Open                                 | WTA 1000                                   | 8.963.700                                  | hardcourt, buiten                          | Mirra Andrejeva Diana Sjnajder             | Cristina Bucșa Miyu Kato                   | 6-3, 6-7, [10-2]                           | details                                    |